# عبد الله كرمي
عبد الله كرمي (بالفارسية: عبدالله کرمی) (و. 1983  م) هو لاعب كرة قدم، من إيران، ولد في دزفول، يلعب كلاعب وسط.